# 반짝이 이모지

반짝이 이모지, 스파클 이모지(Sparkles emoji, ✨)는 큰 별 하나를 작은 별들이 둘러싼 이모지이다. 일본에서 유래하여 일본의 애니메이션과 일본 만화에서 반짝이는 효과를 나타내며, 단어나 문구를 강조하기 위해 자주 사용된다. 2021년 기준 트위터에서 세 번째로 많이 사용된 이모지이며, 2020년대 초부터 주요 소프트웨어 회사에서 인공지능을 표현하는 데 사용되고 있다.

## 개발
이모지피디아에 따르면, 반짝이 이모지는 1990년대 후반 일본 이동통신사인 소프트뱅크 그룹, NTT 도코모, au (휴대전화)에서 처음 사용되었다. 이모지는 2010년에 유니코드 6.0에, 2015년에 이모지 1.0에 추가되었다.
일부 플랫폼에서는 반짝이 이모지가 여러 가지 색상으로 표시되었지만, 다른 플랫폼에서는 단색으로 표시되었다. 트위터와 마이크로소프트의 반짝이 이모지는 여러 가지 색상에서 단색으로 변경되었다. 삼성 버전의 이모지는 이전에는 배경에 밤하늘이 있었다.